# Josef Strachovský

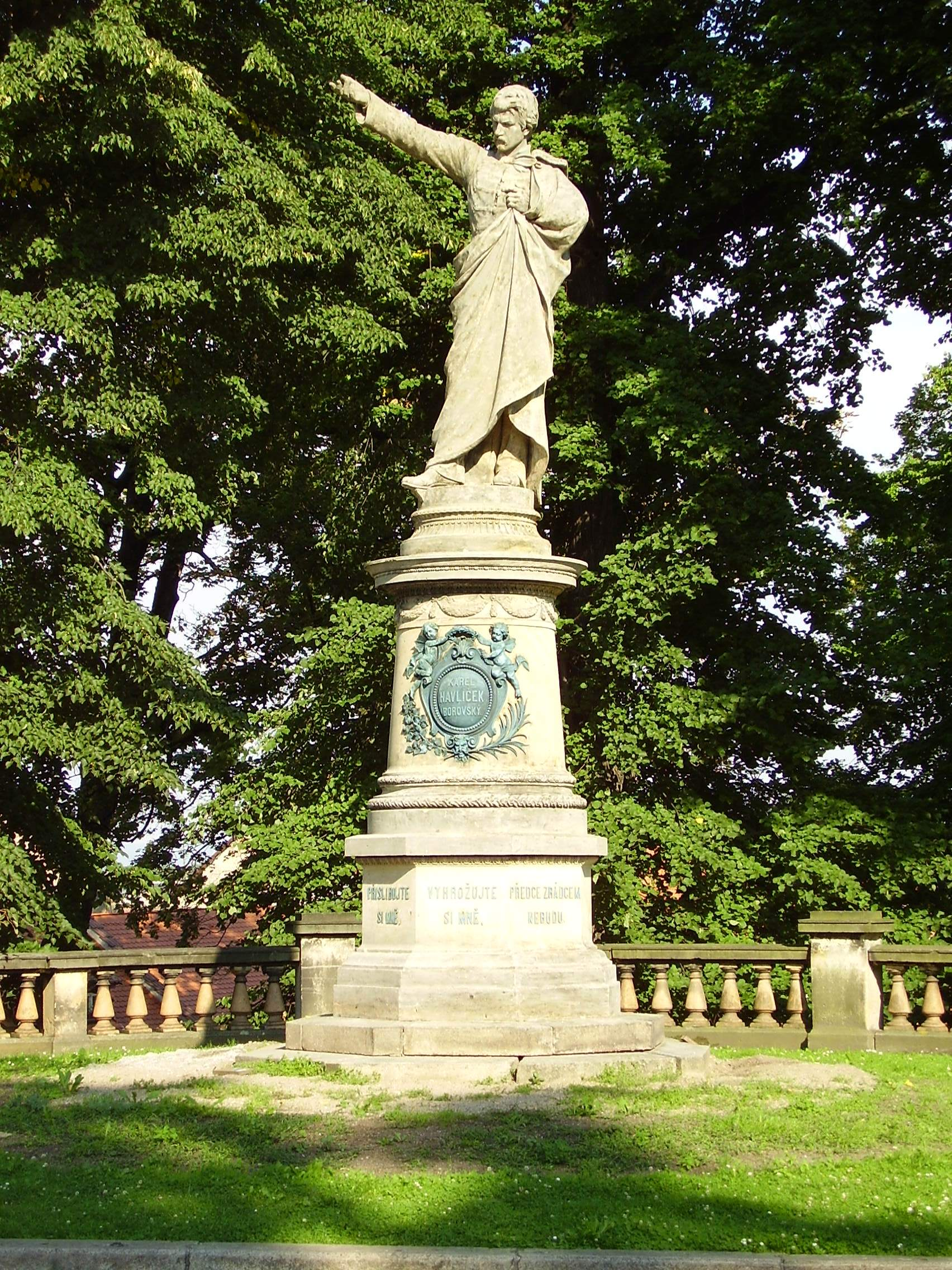
Havlíčkův pomník v Kutné Hoře

Josef Strachovský (19. září 1850 Kutná Hora — 9. července 1913 Královské Vinohrady) byl český sochař. Tvořil především sochy významných českých osobností; k jeho nejznámějším dílům patří pamětní deska Jana Rokycany na rokycanské radnici a pomníky Karla Havlíčka v Kutné Hoře, Jana Evangelisty Purkyně v Libochovicích, Josefa Baráka na Olšanských hřbitovech či sousoší bratranců Veverkových v Pardubicích. Podílel se i na výzdobě Národního divadla (jako pomocník Bohuslava Schnircha) a Národního muzea a byl autorem řady menších prací.

## Život
Narodil se 19. září 1850 v Kutné Hoře jako syn truhláře. Od dětství měl umělecké sklony, bavil se řezbářstvím. Absolvoval reálku, kde se, mj. pod vedením profesora Zvěřiny, věnoval kreslení. Na další umělecké studium ale nemohl pomýšlet, protože se musel (na přání otce) vyučit truhlářem, aby mohl pokračovat v rodinném podniku. Výtvarné nadání ale nakonec převážilo. Strachovský vstoupil na čtyři roky do učení k pražskému řezbáři Janu Kášovi, a o rok později se s pomocí bratra přihlásil na mnichovskou akademii. Byl zcela bez prostředků, škola jej ale přijala bezplatně - na základě předložených prací. Se životními náklady mu pomáhalo stipendium - 15 zlatých týdně od dr. Františka Stáně, a příspěvky od kutnohorských přátel.
Po návratu byl přijat do dílny Bohuslava Schnircha, se kterým mimo jiné spolupracoval na výzdobě Národního divadla. Později se osamostatnil, přičemž jeho první známější zakázkou byla pamětní deska Jana Rokycany pro rokycanskou radnici (1881). V dalších letech se velmi proslavil pomníky Karla Havlíčka v Kutné Hoře a bratranců Veverkových v Pardubicích. Seznam a podrobnější popis Strachovského prací je uveden níže v části Dílo.
V roce 1890 se podílel na výzdobě hlavního paláce Jubilejní výstavy v Praze. Pro zděné pylony v průčelí Průmyslového paláce vytvořil sochy císařů Leopolda II. a Františka Josefa I. (odstraněny po vzniku republiky). Přitom onemocněl revmatismem a na dva roky musel přerušit práci.
Zemřel 9. července 1913, pohřben byl na Vinohradském hřbitově.

## Dílo

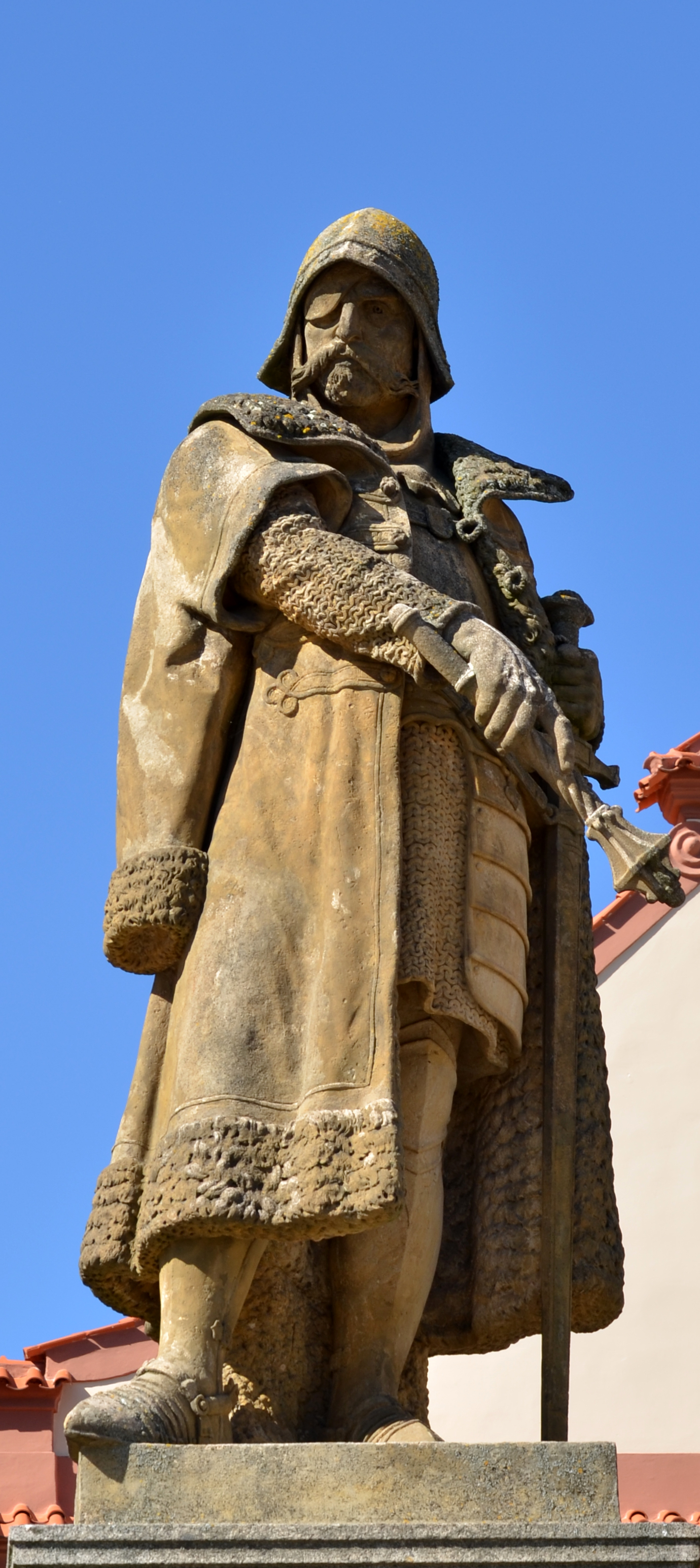
Jan Žižka (1884), Tábor

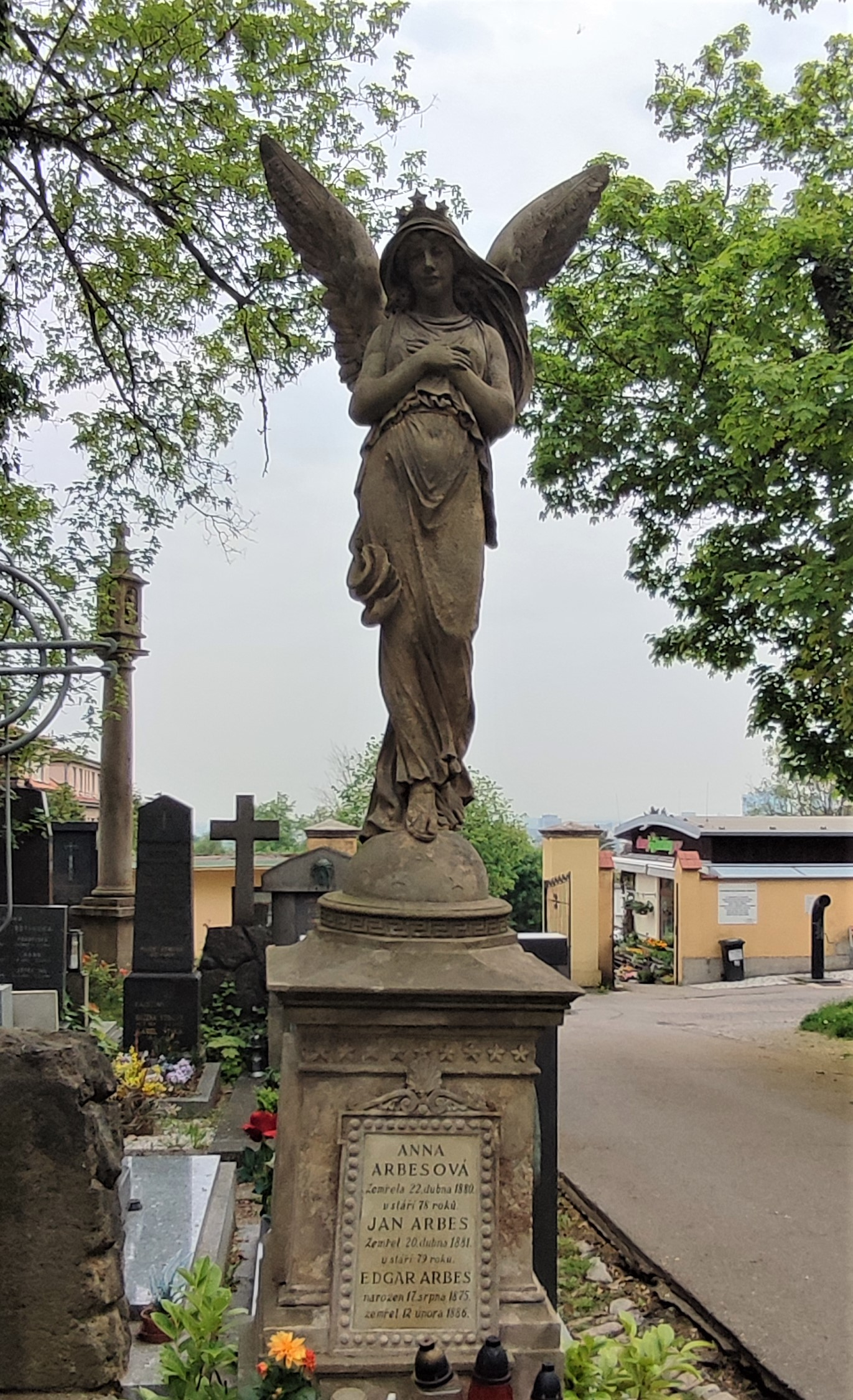
Anděl míru či Múza, hrobka rodiny Arbesových, (1886) Praha

- busta šlechtičny ze 16. století, vystavená na žofínské výstavě v Praze roku 1877, a jedná se zřejmě o první veřejně uvedené dílo. Kritika jej ocenila za živý výraz a elegantní provedení, ale povšimla si, že mladý umělec dosud plně nezvládl přesnost formy.[8]
- pamětní deska arcibiskupa Jana Rokycany na radnici v Rokycanech (1881). Autor ji městu věnoval zdarma, z vlasteneckých pohnutek.[9]
- pomník Karla Havlíčka Borovského v Kutné Hoře, slavnostně odhalený 26. srpna 1883, na celonárodní slavnosti za účasti čtyřiceti tisíc lidí.[10] Byl to vůbec první Havlíčkův pomník v Čechách. Strachovský, který Havlíčka nikdy osobně nepotkal, si byl vědom velké odpovědnosti vůči široké veřejnosti a zejména pamětníkům. Všemožně sháněl staré portréty, tvořil modely, a předváděl je ve svém vinohradském ateliéru postupně více než sto lidem. Pomáhali mu i Miroslav Tyrš a Josef Václav Frič. Práce byla obtížná, Strachovský na základě podnětů model několikrát přepracoval, a podoba se stále neshodovala. Vše nakonec vyřešil starší občan z Kutné Hory, který kdysi Havlíčka osobně znal; po zapracování jeho připomínek se již všichni další shodli, že socha je věrnou podobou K. H. Borovského. Charakteristický vzdorný postoj s jakoby výhrůžně vztyčenou paží byl nápadem Miroslava Tyrše.[11] Další problém nastal s povolením ke stavbě pomníku; záměr odpůrců, zcela jeho stavbu zmařit, sice nevyšel (proti zákazu se postavil i předseda vlády Eduard Taaffe), ale místo původně plánovaného umístění na náměstí před soudní budovou, musel být umístěn na volné ploše, nazývané „na starém kriminále“, pro kterou se příliš nehodil rozměry ani kompozicí. To se ale vyřešilo později, když byl prostor přeměněn na park. Model pocházel od Strachovského, provedení z hořického pískovce od bratrů Ducháčkových, finance byly získány celonárodní sbírkou.[10] Pomník si získal takovou slávu, že byl v následujících letech hojně kopírován, často i bez vědomí autora. Autorizované kopie si objednalo například Chicago, pražské předměstí Žižkov pro nové Havlíčkově náměstí nebo Vysoké Veselí.[7] Pro Vysoké nad Jizerou provedl Strachovský r. 1890 některé úpravy, s cílem zabezpečit dílo před horskými povětrnostními vlivy; změnil také tvar podstavce.[12]
- Sousoší bratranců Veverkových v Pardubicích, které bylo odhalené v září 1883 za účasti F. L. Riegra. Podstavec navrhl Antonín Wiehl, provedení zajistila kamenická dílna paní Wurzlové v Praze.[13]
- Anděl míru pro náhrobek paní Voithové v Mělníku (1884),[4] rovněž hojně kopírovaný.[6] Roku 1886 byla zhotovena jeho autorská replika na hrobkue rodiny Jakuba Arbesa na hřbitov Malvazinky v Praze, je na zadní straně náhrobní stély označená zčásti poškozeným nápisem:Památce rodiny ... Arbesových ... GARA STRACHOVSKÝ XIV. února MDXXXLXXXVI.[14]
- Pomník Jana Žižky na hlavním náměstí v Táboře (1884)[15]
- náhrobek Josefa Baráka v Praze na Olšanech[16]
- návrh na pomník Joachima Barranda pro Karlovo náměstí v Praze. Model byl vytvořen a předveden v lednu 1885,[17] samotný pomník ale nebyl realizován.[zdroj?]
- Busta plzeňského starosty Františka Pecháčka (1886)[18]
- Pomník J. E. Purkyně v Libochovicích, odhalený 15. srpna 1887[19]
- Busta Dr. Josefa Škody pro chudobinec v Plzni (1887)[19]
- Busta Jana Husa (1889), prodávaná v malé (60 cm) i velké (90 cm) verzi po 2,50 resp. 4,50 zlatých[20]
- Busta Jana Nerudy (1891), prodávaná Topičovým knihkupectvím po 10 zlatých za odlitek, a určená především pro výzdobu českých spolků[21]
- Dále vytvořil sochy významných českých osobností pro Národní dům na Vinohradech, Bedřicha Smetanu pro Uměleckou besedu, alegorii Pravdy a Krásy na budově Národního divadla, pomník Boleslava Jablonského v Kardašově Řečici a množství dalších zakázek, pro veřejné i soukromé určení. K jeho posledním pracím patřily Ježíš přítel dítek a Ježíš dobrý pastýř pro pražské školy.[7]